# Carcharhinus melanopterus
Lo squalo pinna nera del reef (Carcharhinus melanopterus Quoy & Gaimard, 1824) è una specie di squalo che appartiene al genere Carcharhinus ed alla famiglia Carcharhinidae. Viene spesso confuso con lo squalo orlato (Carcharhinus limbatus).
Questo squalo può essere facilmente identificato per le vistose chiazze nere all'estremità delle pinne (in particolare della prima dorsale e della caudale). Si tratta di una delle specie più diffuse nelle barriere coralline delle zone tropicali degli Oceani Indiano e Pacifico e predilige le acque poco profonde e sotto costa, al punto che la sua prima pinna dorsale emersa dall'acqua è una visione caratteristica delle aree succitate.
La maggior parte di questi animali abita spianate sabbiose o piattaforme coralline, anche se sono stati osservati mentre entravano in acque salmastre e dolci.
In genere raggiungono lunghezze di 1.6 metri.
Il loro territorio è molto ristretto, e ad esso sono piuttosto fedeli, visto che lo cambiano soltanto una volta che sono trascorsi vari anni dall'ultima volta.
Sono predatori attivi di piccoli pesci ossei, cefalopodi, crostacei, ma sembra che si nutrano anche di serpenti d'acqua ed uccelli marini.
Le ricerche sulla loro attività riproduttiva e di vita sono varie ed a volte contraddittorie, ed inoltre possono mostrare delle differenze in base alla collocazione geografica. Come gli altri membri della famiglia anche questa specie è vivipara e le femmine partoriscono da 2 a 5 figli in un ciclo che può essere biennale, annuale, o in alcuni casi addirittura semestrale. La gestazione può durare 7-9, o 10-11, o addirittura 16 mesi a seconda della zona. L'accoppiamento è preceduto dall'avvicinarsi del maschio alle spalle della femmina, attirato da speciali segnali chimici. I nuovi nati si possono trovare più a riva rispetto agli adulti, e spesso si radunano in grossi gruppi in aree allagate dall'alta marea.
Schivo e sospettoso, questo animale è difficile da osservare e raramente pone un pericolo per l'uomo, a meno che non sia aizzato dalla presenza di cibo. Chi cammina in acque basse comunque potrebbe essere vittima di morsi involontari.
La carne di questi squali viene utilizzata assieme alle pinne ed all'olio di fegato, ma essi non sono considerati importanti dal punto di vista commerciale. L'International Union for Conservation of Nature (IUCN) ha stabilito che la specie è vulnerabile a causa della pesca eccessiva, del degrado del suo habitat e del suo basso tasso riproduttivo.

## Tassonomia
I naturalisti francesi Jean René Constant Quoy e Joseph Paul Gaimard furono i primi a descrivere la specie durante un viaggio d'esplorazione della corvetta Uranie tra il 1817 ed il 1820. Nel 1824 poi, la loro relazione fu pubblicata sul rapporto in tredici volumi sulla spedizione Voyage autour du monde...sur les corvettes de S.M. l'Uranie et la Physicienne ad opera di Louis de Freycinet. Il tipo nomenclaturale scelto fu un giovane maschio lungo 59 cm catturato al largo dell'isola di Waigeo, ad ovest della Nuova Guinea. Quoy and Gaimard scelsero dapprima il nome Carcharias melanopterus, dal Greco melas che significa nero e pteron che significa pinna o ala, ovviamente in riferimento ai vistosi marchi che segnano le pinne di questi squali.
In seguito altri autori decisero di trasferire la specie nel genere Carcharhinus. Nel 1965 poi, la Commissione Internazionale di Nomenclatura Zoologica (ICZN) designò la specie come tipo del genere. In tempi precedenti alcuni studiosi assegnavano erroneamente a questo animale anche il nome di C. spallanzani, che poi si scoprì invece essere sinonimo di Carcharhinus sorrah.

## Filogenia

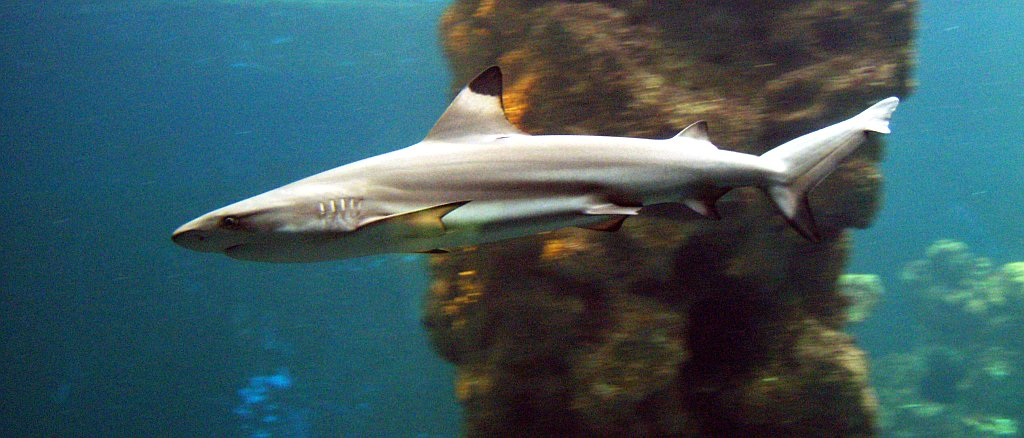
Esemplare fotografato allo Aquazoo-Löbbecke-Museum di Düsseldorf

Come per la maggior parte dei Carcharhinus, la posizione filogenetica dello squalo pinna nera del reef è oggetto di discussione. Uno studio morfologico proposto da Jack Garrick nel 1982 ha stabilito che il parente più prossimo allo squalo in oggetto dovrebbe essere il Carcharhinus cautus. Leonard Compagno attraverso un analogo studio morfologico ha inoltre suggerito ulteriori similarità con altre quattro specie, ma non è riuscito a risolvere il problema. Un test agli allozimi da parte di Gavin Naylor nel 1998 ha portato a risultati ambigui, scoprendo che questo squalo dovrebbe costituire un gruppo a sé stante ed irrisolvibile (politomo) assieme ad altri dieci Carcharhinus.

## Distribuzione ed habitat
È uno degli squali più diffusi nelle acque poco profonde (lo si trova anche in superficie) che circondano le barriere coralline degli oceani Indiano e Pacifico
Possono essere infatti osservati nelle acque sotto costa dell'area indopacifica tropicale e subtropicale. Nell'Oceano Indiano lo si trova dal Sudafrica al Mar Rosso, Madagascar, Mauritius e Seychelles comprese ad ovest, e attraverso la costa del subcontinente indiano sino al Sudest asiatico, compreso lo Sri Lanka, le Isole Andamane, le Maldive. Nell'area pacifica invece lo troviamo presso la Cina meridionale, le Filippine, l'Indonesia, il nord dell'Australia e la Nuova Caledonia. Abita anche le acque di Tuamotu e delle Hawaii, delle Isole Marshall, le Isole Gilbert, le Isole della Società. Una particolarità della specie è l'assenza dalle coste giapponesi, e i pochi esemplari riportati in quella zona dovrebbero essersi spostati momentaneamente da Taiwan. Si tratta di un migratore lessepsiano, che ha colonizzato il Mar Mediterraneo orientale attraverso il Canale di Suez.
Anche se sono stati osservati sino a profondità di 75 metri, nuotano generalmente in acque poco profonde, e spesso capita di poter osservare le loro pinne dorsali uscire dall'acqua.
Le acque in cui vivono generalmente mantengono una temperatura compresa tra i 20 ed i 27° C (70 to 80º F).
I più giovani tendono a preferire i fondali sabbiosi a bassa profondità, mentre i vecchi abitano il reef ed i suoi bordi in particolare. Vi sono rapporti della specie in estuari e laghi salmastri in Madagascar, e addirittura in acqua dolce in Malaysia, anche se non possono tollerare le basse salinità sostenibili dal Carcharhinus leucas. Questa specie non si avventura pertanto nei laghi tropicali, né in acque fluviali troppo lontane dall'oceano.
Ad Aldabra nell'Oceano Indiano questi squali si radunano nei canali del reef in condizioni di bassa marea, e si spostano verso i boschi di mangrovie quando l'acqua si alza.
Vi sono prove, anche se non certe, che gli squali delle zone estreme dell'areale (a nord ed a sud) migrino durante l'anno.

## Descrizione

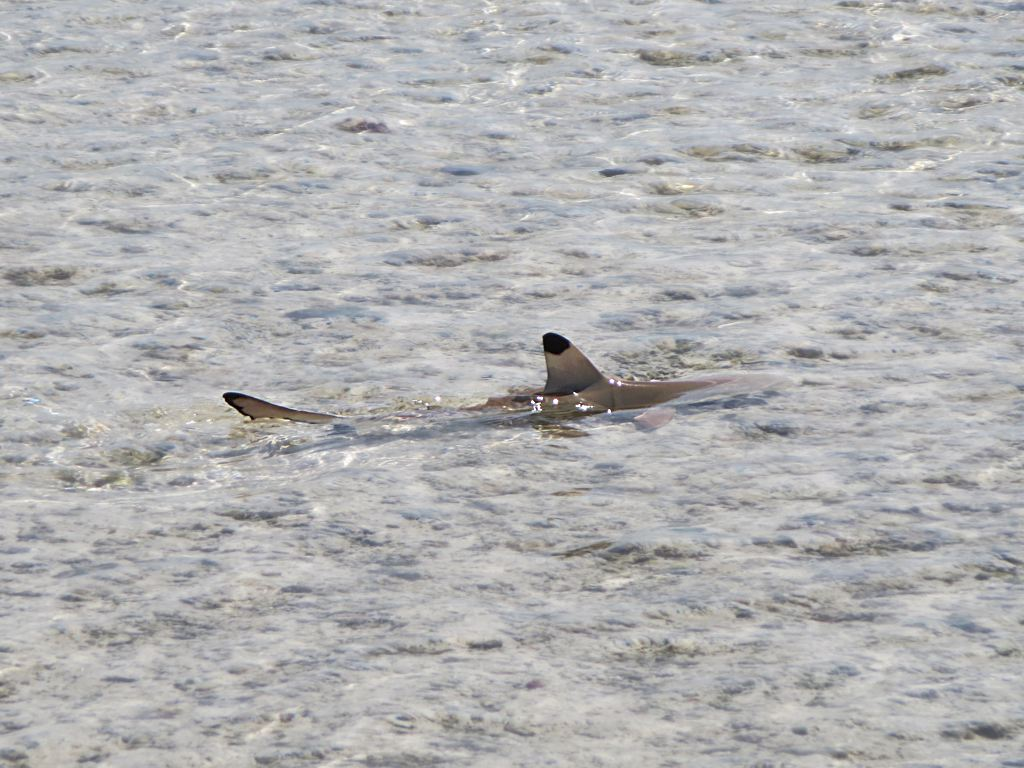
Il tratto identificativo di questo animale è la punta nera con bordo chiaro della prima pinna dorsale

Come suggerisce il nome inglese (Blacktip Reef shark), solo le punte delle pinne pettorali e della pinna dorsale sono nere, mentre il resto del corpo è più chiaro.
Si tratta di una specie robusta con un corpo allungato tipicamente da squalo, con un muso corto, largo ed arrotondato ed occhi ovali e moderatamente grandi. Ciascuna narice è protetta da un lembo di pelle che si espande in un lobo a forma di capezzolo. Senza contare il piccolo dente simfisiale centrale, sono presenti da 11 a 13 file di denti (in genere 12) sulla mascella superiore, da 10 a 12 (generalmente 11) su quella inferiore. I denti superiori sono in parte diritti ed in parte piegati ed a forma di triangolo, con dentellature più grossolane alla base e fini alla sommità del dente. I denti inferiori sono simili a quelli superiori, ma le dentellature sono tutte fini. I denti del maschio adulto sono più incurvati di quelli della femmina.
Le pinne pettorali sono grandi ed a forma di falce, e sono appuntite. La prima pinna dorsale è alta, il suo bordo posteriore è ad S e si origina al di sopra delle pine pettorali. La seconda dorsale è relativamente grande, ma ha un bordo posteriore ridotto ed è posizionata in opposizione alla pinna anale. Non è presente alcuna cresta interdorsale.
Il dorso è bruno grigiastro pallido ed il ventre bianco, ed è presente un'appariscente fascia bianca sui fianchi che si estende in avanti a partire dalla pinna anale. Tutte le pinne hanno delle punte nere contornate da bordi bianchi, particolarmente vistosi sulla prima dorsale e sul lobo ventrale della pinna caudale.
La pinna dello squalo è nera infatti si riconosce subito.
La maggior parte di questi animali non supera gli 1.6 metri, e raramente arrivano ad 1.8, anche se si sono registrati esemplari che presentavano lunghezze fino a 2 metri e masse corporee di più di 45 kg.
Lo squalo grigio del reef gli assomiglia molto, ma si distingue per il corpo grigio e tarchiato, e per l'assenza della caratteristica punta nera sulla pinna dorsale.

## Biologia

### Comportamento

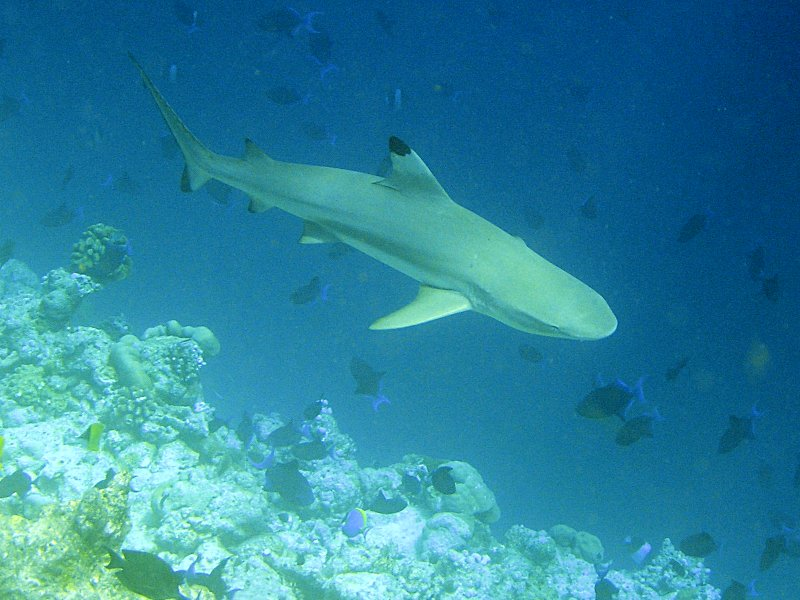
Gli adulti sono spesso osservati mentre pattugliano i bordi della barriera corallina

Assieme al Carcharhinus amblyrhynchos ed al Triaenodon obesus, è una delle specie di squalo più diffuse nell'ambiente dei reef indopacifici. La specie in questione predomina le acque basse, le altre due quelle più profonde. Nuotatore veloce ed attivo, questo squalo si può incontrare da solo o in piccoli gruppi. Tuttavia, sono stati anche osservati dei raggruppamenti piuttosto numerosi di questi animali. Gli adulti e la maggior parte dei giovani non praticano la segregazione sessuale, tranne nel caso particolare di femmine incinte, che si separano dagli altri squali per partorire. Ciascun individuo mostra una certa fedeltà al proprio habitat, dove può trascorrere anche molti anni di vita.
Uno studio presso Palmyra nel Pacifico centrale ha dimostrato come questi squali vivano in un ambiente di circa mezzo chilometro quadrato, uno dei più piccoli tra tutte le specie di squalo. Le dimensioni e la locazione di questo ambiente casa non variano durante la giornata. All'interno di quest'area, dal 3 al 17% rappresenta territori di caccia prediletti che sono occupati in maniera sproporzionata rispetto al resto.
La maggior parte della giornata viene occupata nuotando avanti e indietro lungo i bordi del reef, con rare puntate su fondali sabbiosi. La velocità media di nuotata si riduce con l'alzarsi della marea nella notte, forse perché l'acqua fredda rallenta il metabolismo, o perché la caccia diventa più semplice. Gli esemplari di Aldabra tendono a muoversi di più rispetto a quelli di Palmyra, con movimenti registrati per un totale di 2.5 km in 7 ore.
Una caratteristica peculiare di questa specie di squalo è che è una delle poche che riesce a saltare uscendo dall'acqua con tutto il corpo, un comportamento noto come breaching. È stata inoltre osservata la sua capacità di effettuare il cosiddetto spyhopping, cioè ergersi dalla superficie e guardarsi attorno.
A volte questi squali, in particolare i giovani, possono divenire preda di pesci più grandi come cernie, squali grigi del reef e squali tigre, nonché di squali adulti della loro stessa specie. A Palmyra, anche gli esemplari adulti evitano gli squali tigre, non avventurandosi nella laguna al centro dell'atollo.
Parassiti noti di questi squali sono i Cestoda Anthobothrium lesteri, Nybelinia queenslandensis, Otobothrium alexanderi e Platybothrium jondoeorum, nonché un Myxosporea del genere Unicapsula, ed il Monogenea Dermophthirius melanopteri.
Inoltre questi animali hanno fornito alla scienza uno dei pochi casi documentati di malattia infettiva in uno squalo, in particolare un caso letale di sepsi emorragica, causata dal batterio Aeromonas salmonicida e pertanto chiamata salmonicida.

### Dieta
Si tratta spesso del più abbondante superpredatore in un ecosistema locale, e per questo ha un ruolo fondamentale nel plasmarne la struttura. La dieta è composta soprattutto da pesci teleosti della barriera corallina, tra i quali spiccano Mugilidae, Epinephelinae, Terapontidae, Carangidae, Gerreidae, Labridae, Acanthuridae e Sillaginidae. Nell'oceano indiano sono stati osservati gruppi di questi squali intenti nello spingere banchi di Mugilidae verso la costa in modo da potersene cibare più facilmente. Altri elementi della dieta sono calamari, piovre, seppie, gamberi e stomatopoda, nonché più raramente carcasse di animali morti e piccoli squali e razze. Al largo dell'Australia settentrionale, la specie è nota per cibarsi di serpenti marini tra i quali le specie Acrochordus granulatus, Hydrelaps darwiniensis, le specie del genere Hydrophis e  Lapemis hardwickii. Presso l'atollo di Palmyra invece sono stati documentati attacchi a pulcini di uccelli marini caduti dal nido in acqua. Negli stomaci di questi squali sono inoltre stati rinvenuti resti di alghe, erba marina, coralli, hydrozoa, bryozoa, ratti e pietre.
Come avviene per il Carcharhinus amblyrhynchos, diventano eccitati e coraggiosi in presenza di loro simili, e possono cadere vittima di frenesia alimentare. L'alimentazione può essere più frequente durante le ore notturne.

### Sensi
Dei ricercatori che lavorano ad Enewetak nelle Isole Marshall hanno scoperto come questi squali vengano attirati da rumori provocati da un oggetto in immersione o dall'urto tra oggetti metallici o comunque consistenti, nonché dall'odore di pesci malati o sani. Come la maggior parte degli squali, non sono dotati di coni all'interno della retina, e pertanto sono limitati nella loro capacità di discernere i colori ed i particolari in generale. Al contrario, sono molto sensibili ai movimenti ed al contrasto anche in condizioni di bassa luminosità, grazie alla presenza di un tapetum lucidum riflettente all'interno dell'occhio. Alcuni esperimenti hanno dimostrato come questi squali siano in grado di percepire la presenza di piccoli oggetti anche a distanze tra gli 1.5 ed i 3 metri, ma non ne distinguono la forma. L'elettroricezione è un altro dei mezzi che permette loro di localizzare facilmente le prede: le loro ampolle di Lorenzini hanno una sensibilità di 4 nV/cm su un range di 25 cm.

### Riproduzione
La riproduzione è vivipara, ed una femmina partorisce da due a quattro giovani alla volta. In questa specie la gestazione dura circa 16 mesi. Alla nascita il neonato è in genere lungo tra i 33 ed i 52 cm.

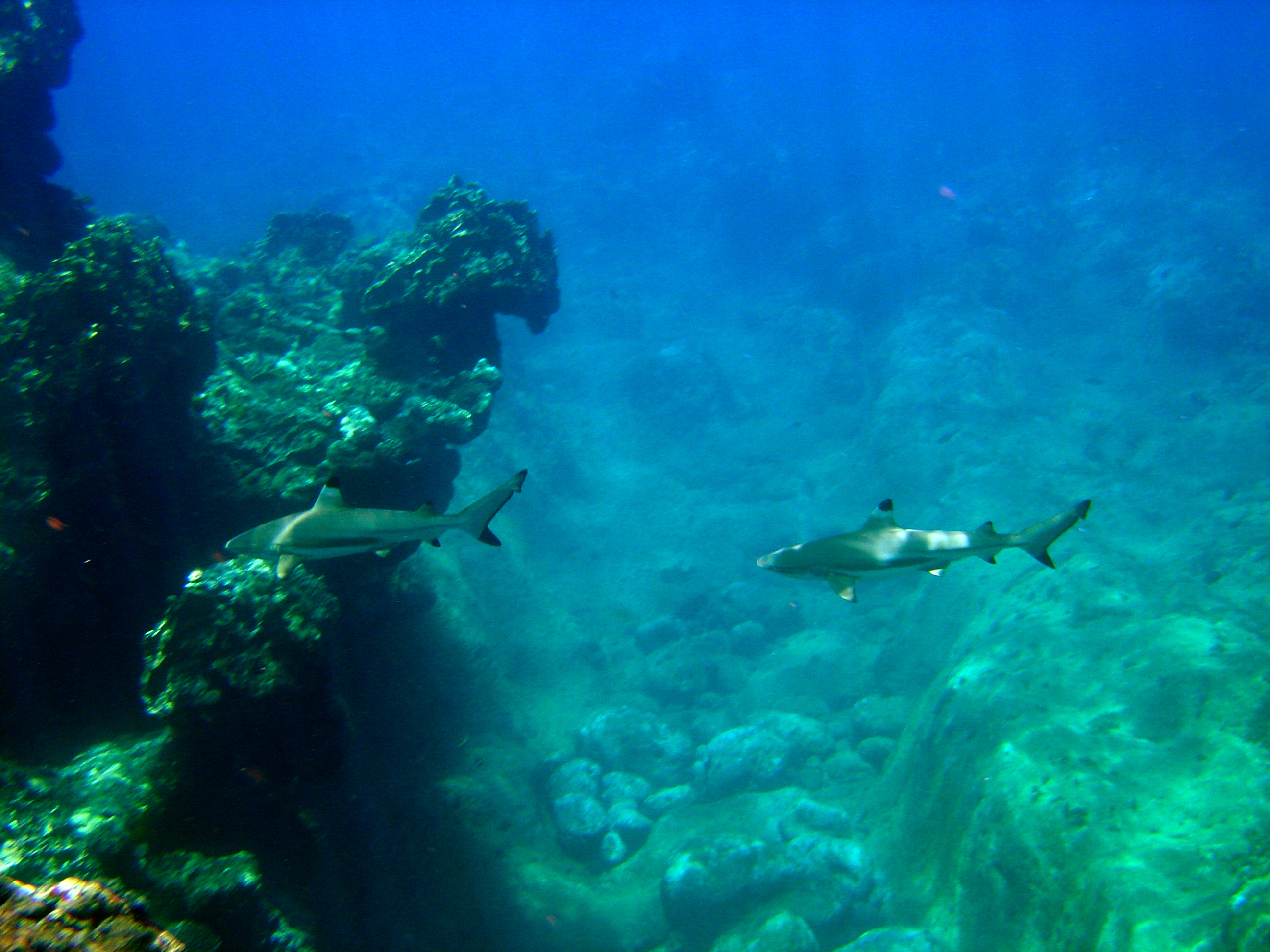
Due esemplari si inseguono in vista dell'accoppiamento.

Come gli altri membri della famiglia, questa specie è vivipara, anche se i dettagli riproduttivi variano all'interno dell'areale globale. Il ciclo riproduttivo dura un anno in Australia settentrionale così come a Moorea e nel resto della Polinesia Francese, con la differenza che nel primo caso l'accoppiamento avviene tra gennaio e febbraio nel primo caso, da novembre a marzo nel secondo.
Il ciclo riproduttivo dura invece due anni ad Aldabra, dove probabilmente a causa dell'accesa competizione per il cibo le femmine non riescono a mettere al mondo figli ogni anno.
Rapporti piuttosto datati sull'Oceano Indiano da parte di Johnson (1978), sul Madagascar da parte di Fourmanoir (1961), e sul Mar Rosso da parte di Gohar e Mazhar (1964), hanno indicato un ciclo biennale anche in queste zone, con due stagioni per l'allevamento: da giugno a luglio e da dicembre a gennaio. Se le stime sono accurate, una delle cause comuni per questo fenomeno potrebbe essere la temperatura elevata dell'acqua.
Quando è pronta ad accoppiarsi, la femmina nuota lentamente disegnando delle traiettorie a sinusoide vicino al fondale e tenendo la testa puntata verso il basso. Alcuni studi compiuti in ambiente naturale hanno dimostrato che la femmina rilascia agenti chimici che consentono al maschio di rintracciarla. Una volta che i due animali si sono incontrati, il maschio si avvicina a circa 15 cm di distanza ed insegue la femmina con il muso accostato al suo apparato genitale. Durante il corteggiamento, può accadere che il maschio morda la femmina presso le fessure branchiali e le pinne pettorali, e le procura ferite che guariranno in 4-6 settimane.
Dopo un periodo di nuoto sincronizzato, il maschio spinge la femmina sul fianco di lei e la posiziona in modo che appoggi la testa sul fondale ed alzi la coda verso l'alto. Una volta assunta la posizione corretta, il maschio infila uno degli emipeni nella cloaca della femmina. L'accoppiamento dura diversi minuti, dopodiché gli animali si distaccano e ricominciano a comportarsi normalmente.
Presso Moorea, le femmine più mature partoriscono in un preciso istante dell'anno, con un'imprecisione minore alla settimana, mentre le giovani possono anche variare il loro comportamento al riguardo. Nel caso delle giovani, è anche più verosimile che non rimangano incinte dopo l'accoppiamento.

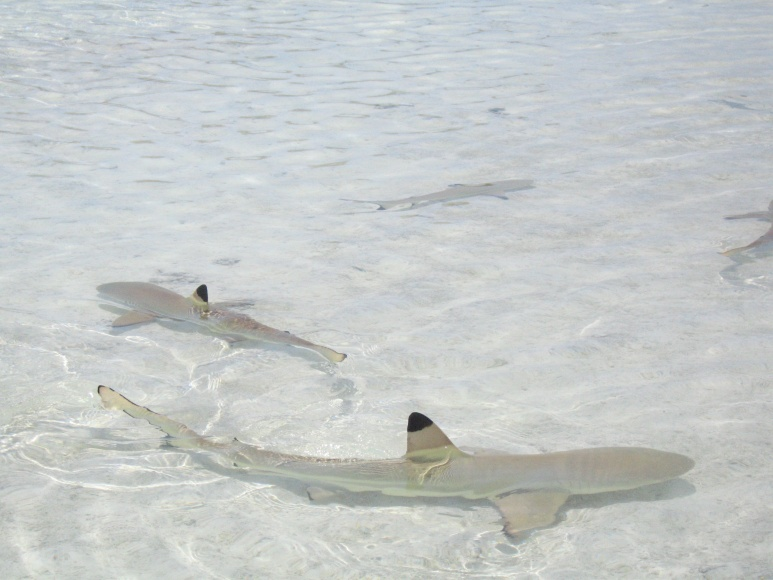
Gli esemplari più giovani frequentano fondali molto bassi e sabbiosi.

La gestazione dura tra i 10 e gli 11 mesi negli Oceani Indiano e Pacifico, dai 7 ai 9 al largo dell'Australia settentrionale.
Ricerche datate come quella di Melouk (1957) avevano stimato una gestazione di 16 mesi, anche se la loro validità è stata poi messa a dura prova. La femmina ha un unico ovario funzionale e due uteri funzionali, divisi in compartimenti da assegnare ai diversi embrioni. Le uova appena ovulate misurano circa 3.9 per 2.6 cm. Dopo la rottura dell'uovo l'embrione è mantenuto da una sacca di tuorlo per la prima fase del suo sviluppo. Dopo due mesi, l'embrione stesso misura 4 cm ed ha sviluppato le branchie esterne. Dopo 4, la sacca viene convertita in placenta che si attacca alle pareti dell'utero. A questo punto i marchi neri sulle pinne iniziano a svilupparsi. Per il quinto mese l'embrione ha raggiunto i 24 cm di lunghezza ed ha riassorbito le branchie esterne; la placenta è completa e funzionante anche se del tuorlo residuo viene mantenuto sino al settimo mese.
Il parto avviene da settembre a novembre, e le femmine sfruttano delle aree vivaio all'interno del reef. I nuovi nati misurano tra i 40 ed i 50 cm in lunghezza nell'oceano Indiano ed in Australia settentrionale, mentre squaletti piccoli sino a 33 cm sono stati osservati nuotare liberamente presso le isole del Pacifico. Le dimensioni della cucciolata variano tra i 2 ed i 5 esemplari (tipicamente sono 4), e non è proporzionale alle dimensioni della femmina.
I più giovani hanno l'abitudine di formare gruppi numerosi in acque talmente poco profonde che coprono a malapena i loro corpi, al di sopra di fondali sabbiosi o in foreste di mangrovia presso la costa. Durante l'alta marea si spostano sulle piattaforme coralline nel frattempo allagate o su letti di alghe.
La crescita degli squaletti è inizialmente molto rapida: un esemplare in cattività è cresciuto di 23 cm all'anno nei suoi primi due anni d'età. Il tasso di crescita è attorno ai 5 cm all'anno per i giovani e gli adulti. Maschi e femmine raggiungono la maturità sessuale alla lunghezza di 95 e 97 cm rispettivamente in Australia e 105 e 110 cm rispettivamente ad Aldabra. Infine il maschio matura alla lunghezza di circa 97 cm a Palmyra.

## Interazioni con l'uomo

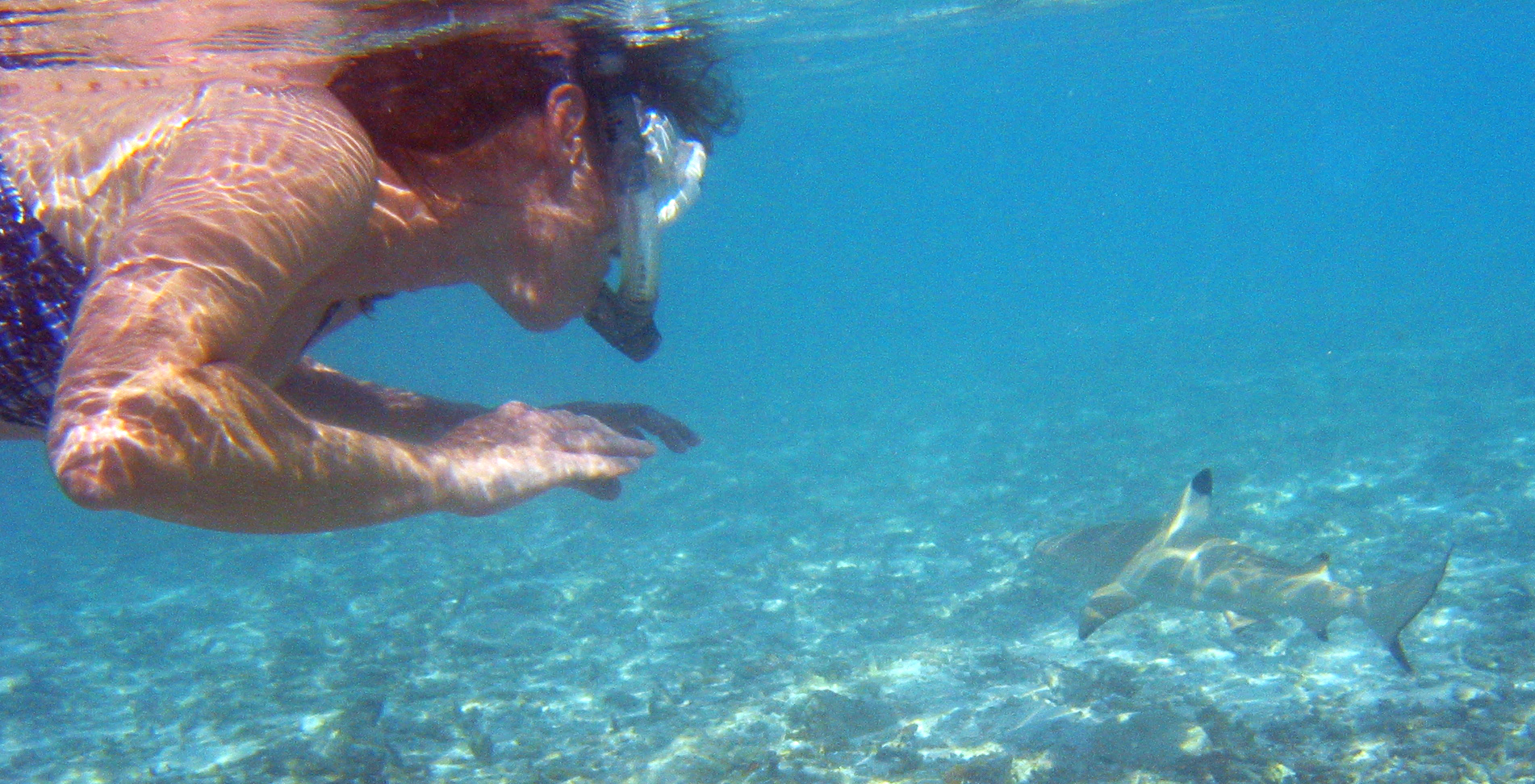
Lo Squalo pinna nera del Reef può attaccare l'uomo in condizioni di scarsa visibilità, scambiandolo per una preda. Normalmente è però innocuo e piuttosto timido.

Anche se di solito sono molto schivi, possono venire incuriositi dagli snorkeler e dai sommozzatori, ma spesso ne vengono spaventati.
Le loro abitudini li portano comunque spesso in zone in cui possono venire a contatto con esseri umani, e ciò li rende potenzialmente pericolosi. Gli incidenti di solito avvengono se è presente del cibo nei dintorni, ad esempio durante battute di pesca in apnea o di pesca alla fiocina, o in situazioni di scarsa visibilità.
Sino ai primi mesi del 2009 comunque gli attacchi non provocati registrati dall'International Shark Attack File ed attribuibili a questa specie sono stati 11 su 21 totali (nessuno di questi letale).
La maggior parte degli attacchi è stata costituita da morsi a gambe o piedi, apparentemente scambiati per una preda, e non sono risultati in danni seri. Presso le Isole Marshall, i nativi evitano questi squali nuotando senza toccare il fondale anche in acque poco profonde, ed un modo per spaventarli è portarne uno fuori dall'acqua.
Come succede in altre specie, questi squali assumono una caratteristica forma ad “S” se si sentono minacciati.

### In acquario
Vengono allevati in grandi acquari pubblici e più raramente domestici anche se per gli acquariofili, la gestione di questi animali è piuttosto complessa, soprattutto in relazione al controllo di qualità dell'acqua, filtraggio ed ossigenazione. Necessitano in ogni caso di acquari di grandi dimensioni, che possono condividere con vari invertebrati. Occorre tuttavia evitare di far condividere lo spazio acquatico a questi squali e a dei crostacei o dei cefalopodi, di cui si nutrirebbero, a degli anatozoi o altri invertebrati sessili, eccezion fatta per le specie che abitano il fondo della vasca, come i Fungidi, che sarebbero disturbati dalla presenza del predatore, e a delle meduse, che sarebbero moleste per il predatore stesso. Per quanto riguarda i pesci invece la convivenza è possibile con i pesci pilota, le remore e con altri squali.
I motivi della loro popolarità negli acquari pubblici sono il loro aspetto da squalo e le dimensioni relativamente modeste. Sono inoltre attrazione per sommozzatori che praticano l'ecoturismo.

### Conservazione
Vengono catturati con regolarità da pescherecci costieri in Thailandia ed India, ma non sono un obiettivo commerciale ambito. La carne (venduta fresca, congelata ed essiccata e salata) viene utilizzata dall'uomo, così come l'olio del fegato e le pinne, sfruttate per la preparazione della famosa zuppa di pinne di squalo. Sono inoltre spesso usati come esca per altri pesci.
La Lista rossa IUCN dell'International Union for Conservation of Nature ha classificato questa specie come "vulnerabile" (VU) nel 2020; nella precedente valutazione del 2009 la aveva classificata come prossima alla minaccia di estinzione. Le popolazioni di questa specie hanno avuto forti riduzioni in alcune zone in seguito a pesca sregolata. Il tasso di riproduzione di C. melanopterus è basso, e quindi la possibilità di recupero da queste riduzioni è limitato; a questo si aggiunge l'effetto che l'inquinamento delle acque costiere e il cambiamento climatico hanno sull'habitat di questa specie.